# Belén Gualcho
Belén Gualcho è un comune dell'Honduras facente parte del dipartimento di Ocotepeque.
Il comune risultava già come entità indipendente nel censimento del 1791.